# Glaciar Baltoro

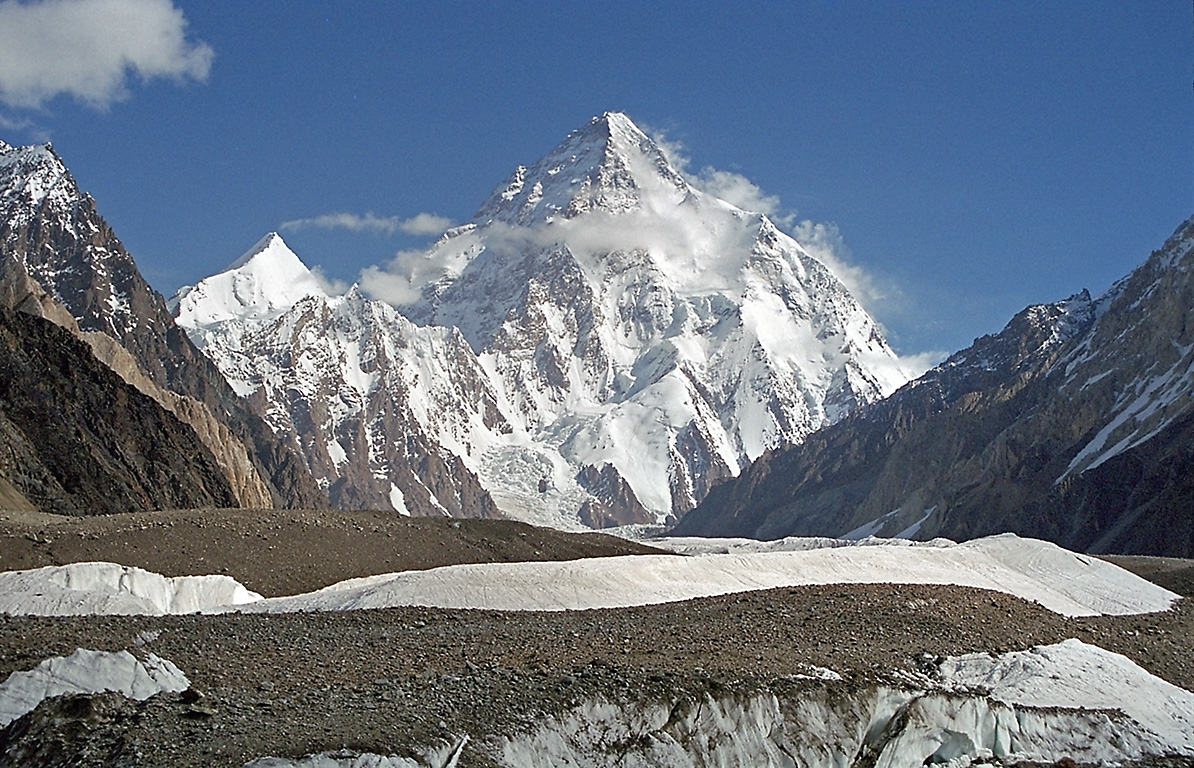
El K2 desde Concordia.

El glaciar Baltoro, de 57 kilómetros de largo, es uno de los glaciares más largos del mundo fuera de las regiones polares. Está ubicado en el Baltistán, dentro de Gilgit-Baltistán, Pakistán, y se extiende por parte de la cordillera del Karakórum. La subcordillera Baltoro Muztagh está al norte y al este del glaciar, mientras que las montañas de Masherbrum se encuentran al sur. Con 8611 m, el K2 es la montaña más alta de la región. En un radio de 20 km se encuentran otros tres ochomiles. 
El glaciar es tributario del río Shigar, que desemboca en el río Indo. A su vez, en el Baltoro desembocan varios glaciares: el Godwin-Austen, que fluye desde el sur del K2; el Abruzos y varios glaciares del Gasherbrum, provenientes del grupo de picos del Gasherbrum; el glaciar de Vigne, que viene del Chogolisa; y el glaciar de Yermandendu, que comienza en la zona del Masherbrum. La confluencia del Baltoro con el glaciar Godwin-Austen se conoce como Concordia; este lugar y el campamento base del K2 son destinos populares de senderismo.
La parte final del glaciar es muy ancha y su parte central es un extenso campo de nieve. Pequeños glaciares van desembocando, creando cascadas de hielo en el punto de unión. Las paredes laterales tienen notables pendientes, llegando a ser precipicios. El glaciar ha esculpido a su paso estrías en las rocas, y el hielo en movimiento ha formado depresiones que se han convertido en numerosos lagos glaciales. Puede accederse al glaciar por la ciudad balti de Skardu.

## Lista de picos
La lista de montañas más importantes cercanas al glaciar incluye:
- K2, segundo pico más alto del mundo, 8611 m de altura medida a nivel del mar.
- Gasherbrum I, undécimo pico más alto del mundo, con 8080 m de altura medida a nivel del mar.
- Broad Peak, duodécimo monte más alto del mundo, con 8047 m de altura medida a nivel del mar.
- Gasherbrum II, decimotercer monte más alto del mundo, con 8035 m de altura medida a nivel del mar.
- Gasherbrum III, 7946 m.
- Gasherbrum IV, decimoséptimo pico más alto del mundo, con 7932 m.
- Masherbrum (K1), vigésimo segundo pico más alto del mundo, con 7821 m de altura medida a nivel del mar.
- Chogolisa, trigésimo sexto pico más alto del mundo, con 7665 m de altura medida a nivel del mar.
- Torre Muztagh, 7273 m.
- Snow Dome, 7160 m.
- Biarchedi, 6781 m.
- Uli Biaho Tower, 6417 m.
- Torres Trango, 6286 m (sus paredes verticales son los precipicios más altos del mundo).
- Mitre Peak, 6010 m.

## Galería de imágenes

K2 en medio y en lo alto de la foto
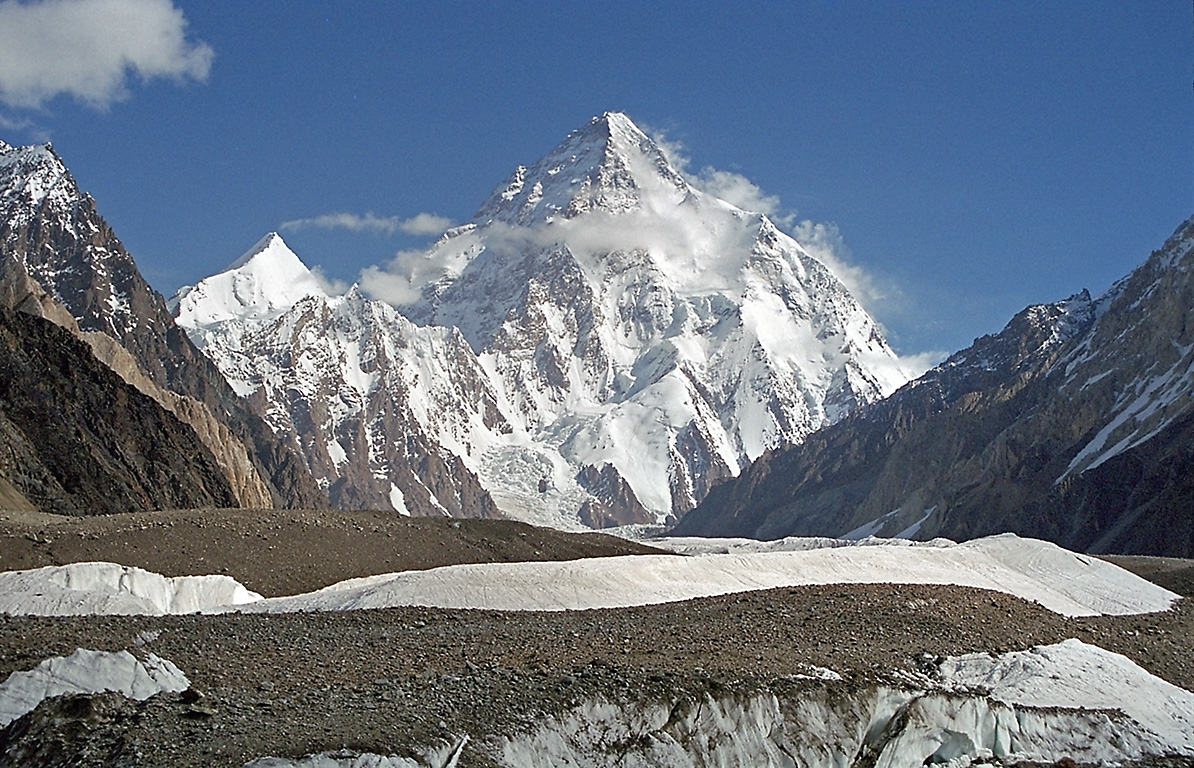
K2 (8.611 m) desde Concordia
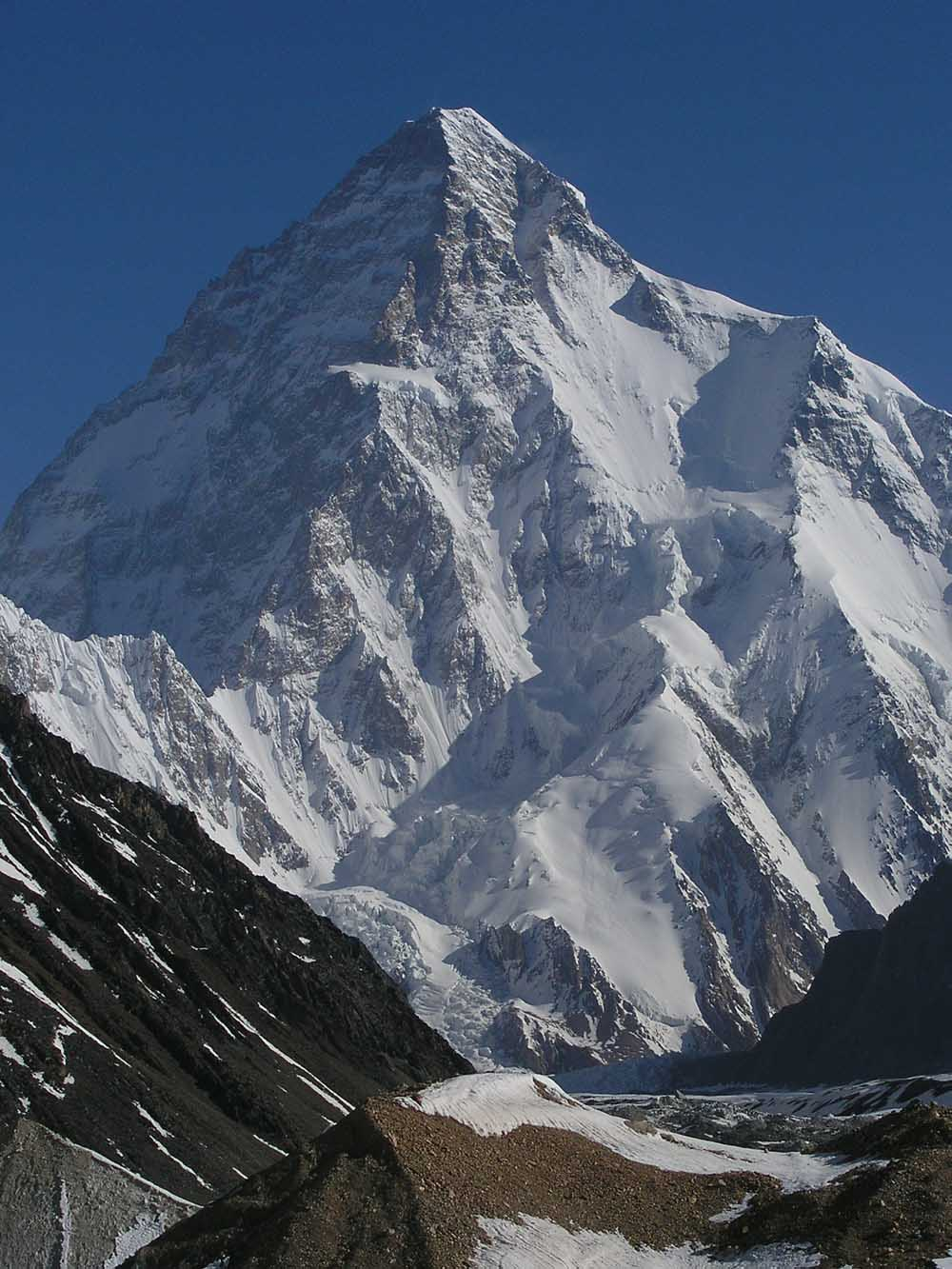
K2 (8.611 m)
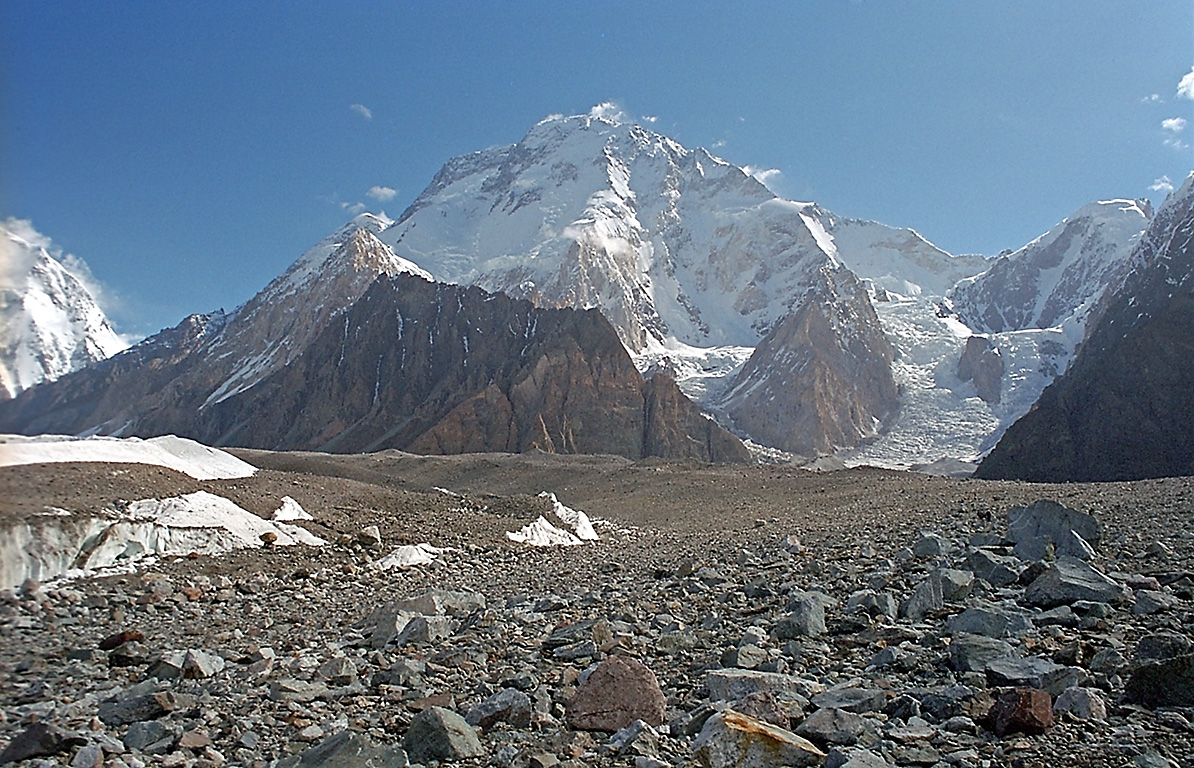
Broad Peak (8.047 m) desde Concordia
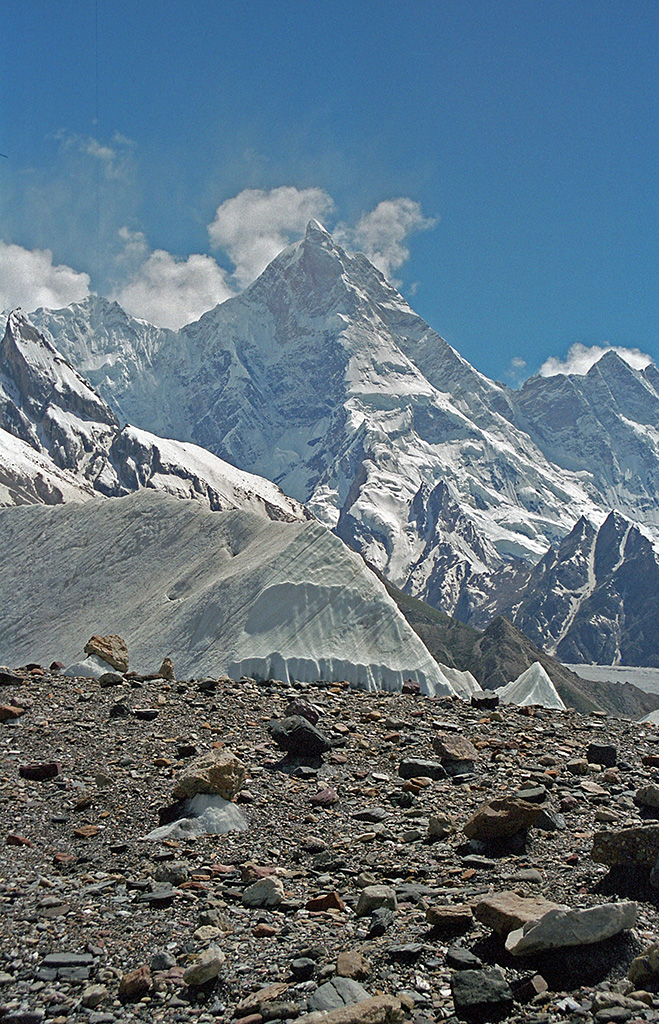
Masherbrum (7.821 m)
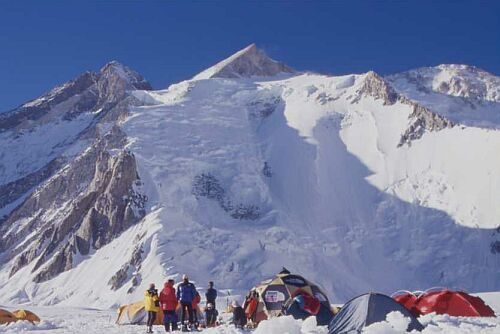
Gasherbrum II (8.035 m)
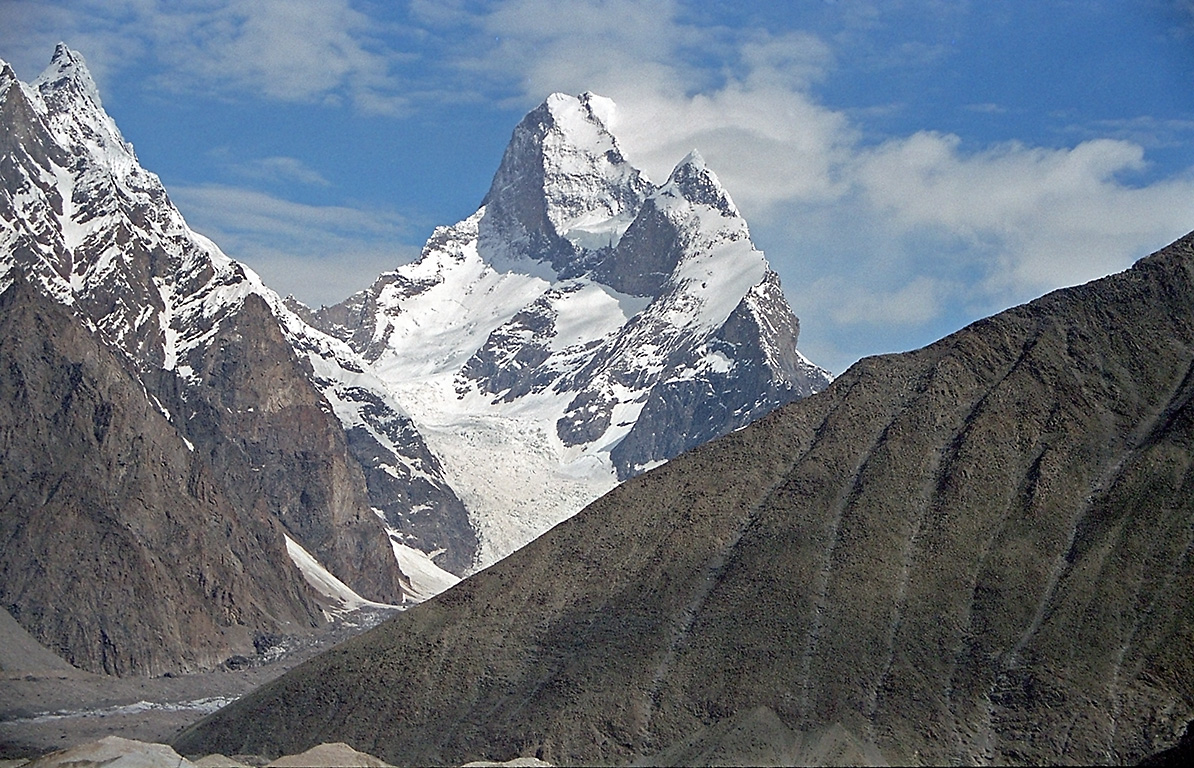
Torre Muztagh (7.273 m)
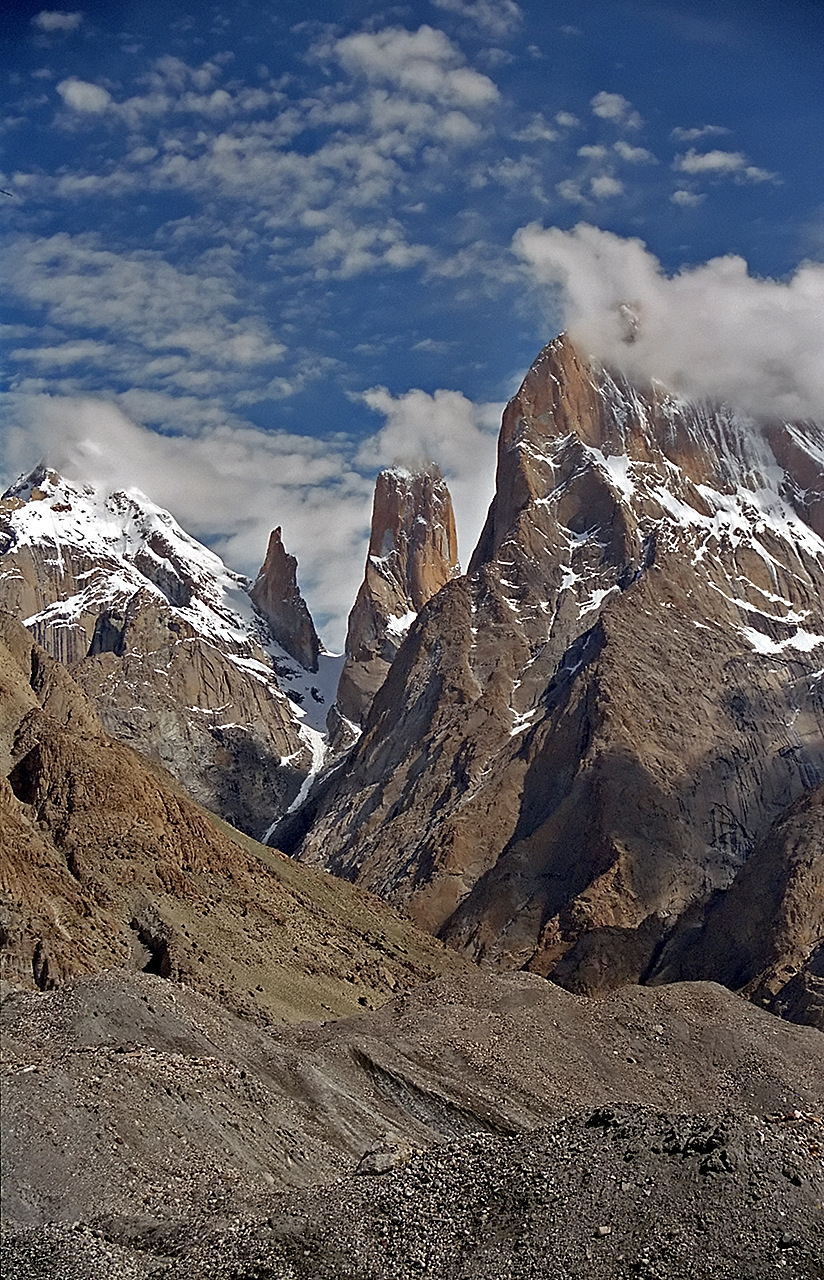
Torres Trango (6.286 m)
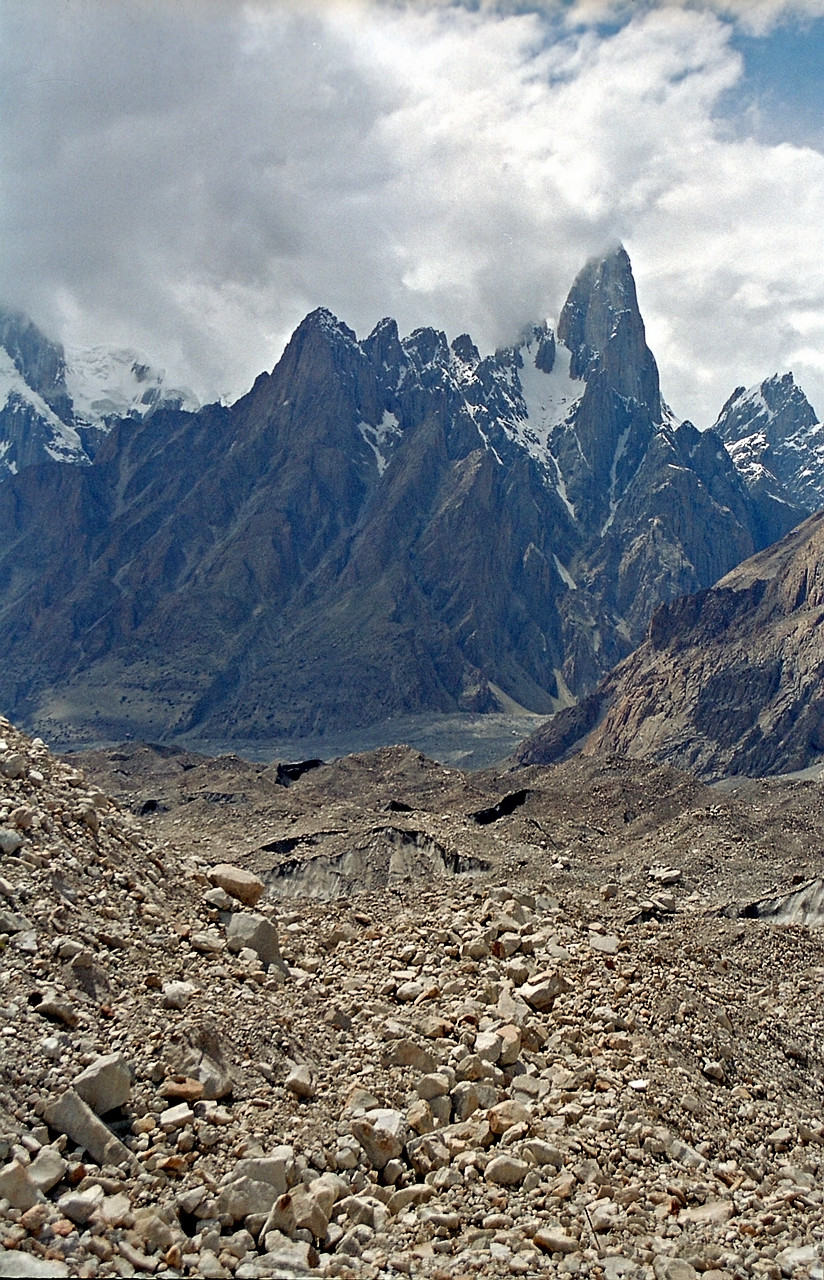
Torre Uli Biaho (6.417 m)
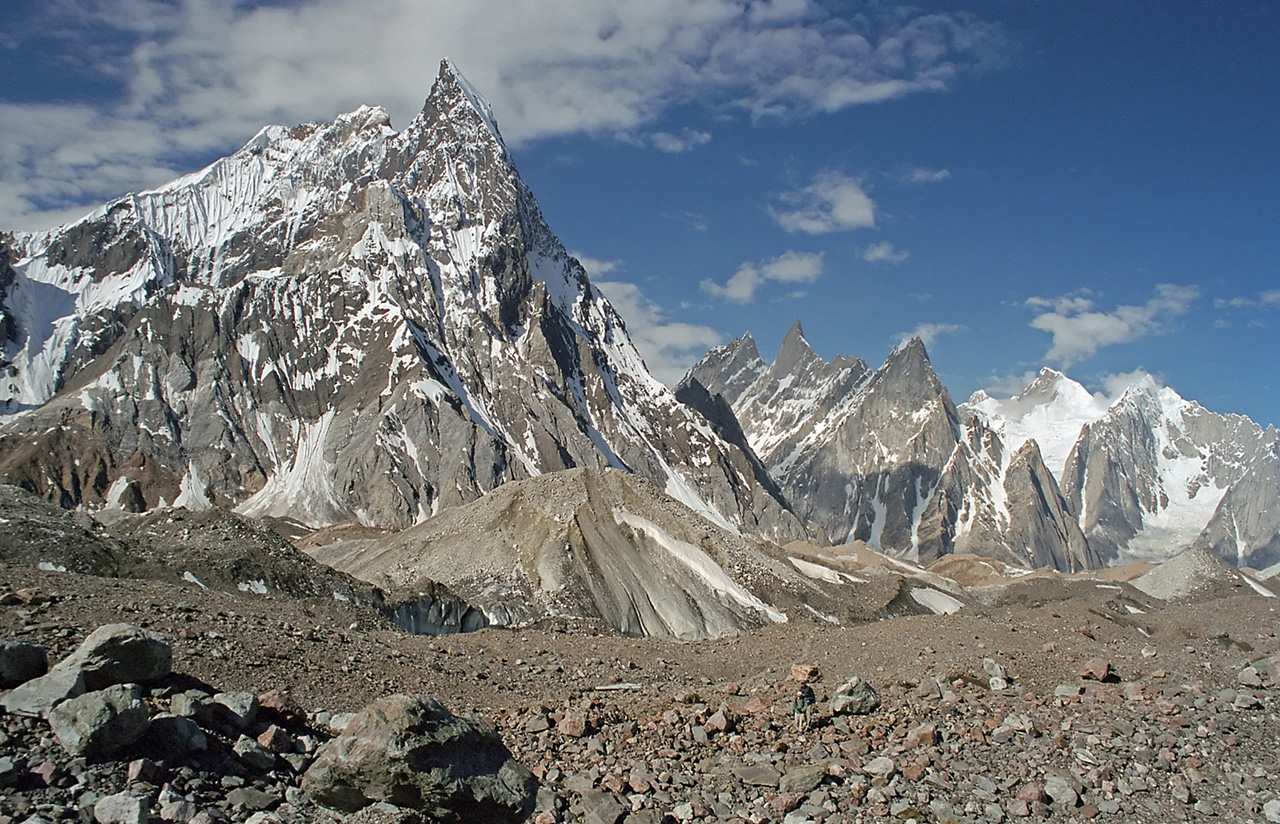
Mitre Peak (6.025 m)